# جامع خادم السجادة
جامع خادم السجادة في كويه من مساجد أربيل الأثرية في العراق ويقع في محلة بفريفندي التابعة لقضاء كويه في محافظة أربيل، وهو من المساجد التراثية القديمة، ولقد بناهُ عبد الرحمن باشا بابان ابن الملا سعدي أفندي في عهد الدولة العثمانية عام 1225هـ/1810م، وللجامع عدة واردات وأوقاف منها سهل كوية وقرية ملا زياد. وكانت السجادة التي نسبت للرسول محمد صلى الله عليه وسلم يتبرك بها وتخرج للناس مرتين في السنة ويقدمون لها العطايا والهدايا التي آل أمرها إلى السلطان عبد الحميد الثاني في عهد الدولة العثمانية، وبعد وفاة الملا سعدي خلفهُ ابنهُ الملا أمين أفندي الذي سافر إلى إسطنبول لمطالبة السلطان عبد الحميد الثاني بالسجادة، حيث إن السلطان أخذها وأراد أن يحوز على جميع مقتنيات وحاجيات النبي محمد. لذا احتفظ بالسجادة لديهِ وبعد وساطة ورجاء كثير من الاشخاص أعاد لهُ السلطان السجادة إليهِ على شرط أن ينقل السجادة إلى مدينة كركوك، وبني هنالك مسجد سمي جامع السجادة النبوية ونقلت إليهِ هذهِ السجادة، والتي احتفظ بها في خزانة خاصة. يتكون الجامع من مصلى وغرفة خاصة لتعليم الطلاب وغرفة أخرى للامام والخطيب.